# Carrícola
Carrícola – wieś w Hiszpanii, w prowincji Walencja, we wspólnocie ekonomicznej Walencji. Wieś położona jest 82 km na południe od miasta Walencja oraz 70 km na północ od miasta Alicante. Główne źródło dochodu we wsi to rolnictwo.

## Demografia
W 2011 roku gmina liczyła 98 mieszkańców, a w 2015 roku 83 mieszkańców, a jej powierzchnia do 4,6 km². 70% populacji to osoby w wieku 40–50 lat.

## Położenie
Wieś jest położona w dolinie pomiędzy dwoma górami (350 m n.p.m. oraz 650 m n.p.m.), które osłaniają wieś przed wiatrami i innymi zjawiskami atmosferycznymi. To położenie jest przyczyną panującego w dolinie mikro-klimatu, co umożliwia mieszkańcom zajmowanie się rolnictwem przez cały rok.

## Historia
Pierwotnie wieś była muzułmańską farmą, która później została przekazana na użytek ludzi razem z Zamkiem Carricola przez Jakuba I Zdobywcę.
- Zamek Carricola – wybudowany w XII wieku przez arabów, którzy okupowali dzisiejsze tereny wsi, kiedy w XIII wieku król Jakub I Zdobywca odzyskał tereny przekazał zamek krzyżakom. Zamek znalazł się na liście dóbr kulturowych (Bien de interés cultural);
- Akwedukt – datowany prawdopodobnie na XII wiek, zbudowany przez arabów, którzy okupowali dzisiejsze tereny wsi.

## Informacje turystyczne
- Hostel Rural – własność wsi, pieniądze z prowadzenia hostelu trafiają do publicznej kasy;
- Basen – własność wsi, otwarty dla mieszkańców za symboliczną opłatą 2 Euro za jeden dzień.

## Gospodarka
W 1982 roku, jako jedni z pierwszych w kraju, Juan Cháfer i Luis Blasco założyli mały rodzinny biznes opierający się na rolnictwie oraz idei spółdzielni- La Valle Bio (kod autoryzacyjny: ES-ECO-020-CV). Firma zajmuje się wyłącznie produkcją oraz marketingiem ekologicznych owoców i warzyw. 90% ich produktów jest eksportowana do Belgii, Holandii, Danii, Niemiec oraz Francji. Firma zajmuje się handlem bezpośrednim, w samej Danii prowadzi handel z 8000 rodzin, którzy zorganizowali się jako grupa konsumencka i kupują produkty bezpośrednio od spółdzielni.

## Bioróżnorodność i zrównoważony rozwój
- Chronione dziedzictwo roślinne: Drzewa oliwne(ok. 1000 lat), flora, drzewa;
- Stosowanie zwierząt (osły i muły) do utrzymania środowiska w czystości oraz koszenia trawy;
- Projekt o nazwie „El fem es nostre” (tłum. odpady naturalne są nasze), który został wsparty finansowo przez Bank „La Caixa” oraz zrealizowany w 2007 roku. Polegał na zmianie odpadów organicznych w kompost;
- System kanalizacyjny, gdzie zastosowane są naturalne metody oczyszczania wody, a odpady używane są do użyźniania gleby, zbudowany we współpracy z Wydziałem Inżynierii Hydraulicznej na Politechnice w Walencji;
- Centrum Bio-konsumpcji – samowystarczalna budowla, zbudowana z użyciem ekologicznych materiałów (kamieni, drewna, słomy, gliny itp.), który jest wykorzystywany do edukacji na tematy ekologii, prowadzenia warsztatów oraz szkoleń.

## Organizacje działające na terenie wsi
- Klub sportowy „Corregatell” – organizuje coroczne górskie maratony i pół-maratony po okolicznych górach; maraton – 250 osób; pół-maraton – 450 osób;
- Letnia szkoła – zajęcia organizowane dla dzieci ze wsi Carricola oraz okolicznych miejscowości;
- Wydział sztuk pięknych na Politechnice w Walencji – każdego roku jeden artysta przyjeżdża do Carricola i maluje obraz ścienny na budynku spółdzielni La Valel Bio, musi skomponować obraz w otoczenie i plac zabaw, który jest ulokowany przy budynku;
- Klub fotograficzny „APCARRA”;
- Warsztaty sztuki Biodivers[2], które polegają na dialogu między sztuką i naturą. Co 5 lat artyści z całego kraju przyjeżdżają, aby zrobić swoje rzeźby na otwartym górzystym terenie w pobliżu wsi lub bezpośrednio na terenie wsi używając tylko naturalnych elementów (skały, drewno, naturalne pigmenty etc.), które z czasem ulegną biodegradacji i znikną. Na ostatnich warsztatach pojawiło się 58 artystów, którzy stworzyli 71 rzeźb.